# Biatlón en los Juegos Olímpicos
El biatlón en los Juegos Olímpicos se realiza desde la edición de Squaw Valley 1960, aunque una competición similar, la patrulla militar, ya había sido organizada en los I Juegos Olímpicos de Invierno y, como deporte de exhibición, en tres ocasiones: 1928, 1936 y 1940.
En la edición de 1992 se disputaron por primera vez pruebas femeninas, y en Sochi 2014 se introdujo la competición de relevos mixtos.
Tras el Campeonato Mundial, es la máxima competición internacional de biatlón. Es organizado por el Comité Olímpico Internacional (COI), junto con la Unión Internacional de Biatlón (IBU).

## Competiciones
Actualmente se realizan competiciones en once pruebas, cinco masculinas, cinco femeninas y una mixta.
| Nombre          | Distancia                                             | Salida                                          | Series de tiros* | Penalización |
| --------------- | ----------------------------------------------------- | ----------------------------------------------- | ---------------- | --- |
| Sprint          | 10 km (M) 7,5 km (F)                                  | Intervalos de 30 s                              | 2                | Una ronda de 150 m por fallo                                                                                           |
| Persecución     | 12,5 km (M) 10 km (F)                                 | Escalonada con respecto al resultado del sprint | 4                | Una ronda de 150 m por fallo                                                                                           |
| Individual      | 20 km (M) 15 km (F)                                   | Intervalos de 30 s                              | 4                | Un minuto extra por fallo                                                                                              |
| Salida en grupo | 15 km (M) 12,5 km (F)                                 | Conjunta                                        | 4                | Una ronda de 150 m por fallo                                                                                           |
| Relevos         | 4 × 7,5 km (M) 4 × 6 km (F) 4 × 6 km + 4 × 7,5 km (X) | Conjunta                                        | 8                | En cada serie, una recarga por cada uno de los tres primeros fallos; a partir del cuarto, una ronda de 150 m por fallo |

- (*) –  Cada esquiador realiza la mitad de la serie de tiros en posición tendida y la mitad de pie.
- (M) – Prueba masculina.
- (F) – Prueba femenina.
- (X) – Prueba mixta.

## Ediciones
| Núm. | Año  | Sede                             | Instalación                                   |
| ---- | ---- | -------------------------------- | --------------------------------------------- |
| I    | 1960 | Squaw Valley ( Estados Unidos)   | Estadio de McKinney Creek                     |
| II   | 1964 | Innsbruck ( Austria)             | Estadio de Biatlón de Seefeld                 |
| III  | 1968 | Grenoble ( Francia)              | Estación de Esquí de Autrans                  |
| IV   | 1972 | Sapporo ( Japón)                 | Estadio de Biatlón de Makomanai               |
| V    | 1976 | Innsbruck ( Austria)             | Estadio de Biatlón de Seefeld                 |
| VI   | 1980 | Lake Placid ( Estados Unidos)    | Complejo Olímpico de Biatlón y Esquí de Fondo |
| VII  | 1984 | Sarajevo ( Yugoslavia)           | Igman – Veliko Polje                          |
| VIII | 1988 | Calgary ( Canadá)                | Centro Nórdico de Canmore                     |
| IX   | 1992 | Albertville ( Francia)           | Les Saisies                                   |
| X    | 1994 | Lillehammer ( Noruega)           | Estadio de Esquí Birkebeineren                |
| XI   | 1998 | Nagano ( Japón)                  | Estadio de Nozawa Onsen                       |
| XII  | 2002 | Salt Lake City ( Estados Unidos) | Soldier Hollow                                |
| XIII | 2006 | Turín ( Italia)                  | Cesana San Sicario                            |
| XIV  | 2010 | Vancouver ( Canadá)              | Parque Olímpico de Whistler                   |
| XV   | 2014 | Sochi ( Rusia)                   | Complejo de Esquí y Biatlón Laura             |
| XVI  | 2018 | Pyeongchang ( Corea del Sur)     | Centro de Biatlón de Alpensia                 |
| XVII | 2022 | Zhangjiakou ( China)             | Centro Nacional de Biatlón                    |

## Medallero histórico
- Actualizado a Pekín 2022.

| Núm. | País            | Oro | Plata | Bronce | Total |
| ---- | --------------- | --- | ----- | ------ | ----- |
| 1    | Alemania        | 25  | 26    | 19     | 70    |
| 2    | Noruega         | 22  | 18    | 16     | 56    |
| 3    | Rusia           | 19  | 15    | 17     | 51    |
| 4    | Francia         | 13  | 8     | 11     | 32    |
| 5    | Suecia          | 6   | 6     | 7      | 19    |
| 6    | Bielorrusia     | 4   | 4     | 3      | 11    |
| 7    | Eslovaquia      | 3   | 4     | 0      | 7     |
| 8    | Canadá          | 2   | 0     | 1      | 3     |
| 9    | Ucrania         | 1   | 1     | 3      | 5     |
| 10   | Bulgaria        | 1   | 0     | 1      | 2     |
| 11   | República Checa | 0   | 4     | 4      | 8     |
| 12   | Austria         | 0   | 4     | 3      | 7     |
| 13   | Finlandia       | 0   | 4     | 2      | 6     |
| 14   | Italia          | 0   | 1     | 6      | 7     |
| 15   | Eslovenia       | 0   | 1     | 1      | 2     |
| 16   | Kazajistán      | 0   | 1     | 0      | 1     |
| 16   | Polonia         | 0   | 1     | 0      | 1     |
| 16   | Suiza           | 0   | 1     | 0      | 1     |
| 19   | Croacia         | 0   | 0     | 1      | 1     |
|      | TOTAL           | 96  | 99    | 95     | 290   |

1. ↑  Incluye las medallas obtenidas por la RFA y la RDA entre 1949 y 1990.
2. ↑  Incluye las medallas obtenidas por la URSS y ROC.

## Biatletas con más medallas
- Actualizado a Pekín 2022.

### Hombres
| Núm. | Biatleta               | País         | Años      | Oro | Plata | Bronce | Total |
| ---- | ---------------------- | ------------ | --------- | --- | ----- | ------ | ----- |
| 1    | Ole Einar Bjørndalen   | Noruega      | 1998–2014 | 8   | 4     | 2      | 14    |
| 2    | Martin Fourcade        | Francia      | 2010–2018 | 6   | 1     | 0      | 7     |
| 3    | Johannes Thingnes Bø   | Noruega      | 2014–2022 | 5   | 2     | 2      | 9     |
| 4    | Emil Hegle Svendsen    | Noruega      | 2010–2018 | 4   | 3     | 2      | 9     |
| 4    | Ricco Groß             | Alemania     | 1992–2006 | 4   | 3     | 1      | 8     |
| 6    | Sven Fischer           | Alemania     | 1994–2006 | 4   | 2     | 2      | 8     |
| 7    | Alexandr Tijonov       | URSS         | 1968–1980 | 4   | 1     | 0      | 5     |
| 8    | Tarjei Bø              | Noruega      | 2010–2022 | 3   | 2     | 2      | 7     |
| 9    | Halvard Hanevold       | Noruega      | 1998–2010 | 3   | 2     | 1      | 6     |
| 10   | Mark Kirchner          | Alemania     | 1992–1994 | 3   | 1     | 0      | 4     |
| 11   | Michael Greis          | Alemania     | 2006      | 3   | 0     | 0      | 3     |
| 12   | Serguei Chepikov       | URSS · Rusia | 1988–2006 | 2   | 3     | 1      | 6     |
| 13   | Frank Luck             | Alemania     | 1994–2002 | 2   | 3     | 0      | 7     |
| 13   | Quentin Fillon Maillet | Francia      | 2022      | 2   | 3     | 0      | 7     |
| 15   | Magnar Solberg         | Noruega      | 1968–1972 | 2   | 1     | 0      | 3     |
| 15   | Frank-Peter Roetsch    | RDA          | 1984–1988 | 2   | 1     | 0      | 3     |
| 16   | Anatoli Aliabiev       | URSS         | 1980      | 2   | 0     | 1      | 3     |
| 16   | Arnd Peiffer           | Alemania     | 2014–2018 | 2   | 0     | 1      | 3     |

### Mujeres
| Núm. | Biatleta              | País        | Años      | Oro | Plata | Bronce | Total |
| ---- | --------------------- | ----------- | --------- | --- | ----- | ------ | ----- |
| 1    | Daria Domracheva      | Bielorrusia | 2010–2018 | 4   | 1     | 1      | 6     |
| 2    | Kati Wilhelm          | Alemania    | 2002–2010 | 3   | 3     | 1      | 7     |
| 3    | Anastasiya Kuzmina    | Eslovaquia  | 2010–2018 | 3   | 3     | 0      | 6     |
| 4    | Marte Olsbu Røiseland | Noruega     | 2018–2022 | 3   | 2     | 2      | 7     |
| 5    | Uschi Disl            | Alemania    | 1992–2006 | 2   | 4     | 3      | 9     |
| 6    | Tiril Eckhoff         | Noruega     | 2014–2022 | 2   | 2     | 4      | 8     |
| 7    | Olga Zaitseva         | Rusia       | 2006–2014 | 2   | 2     | 0      | 4     |
| 8    | Katrin Apel           | Alemania    | 1998–2006 | 2   | 1     | 1      | 4     |
| 8    | Andrea Henkel         | Alemania    | 2002–2010 | 2   | 1     | 1      | 4     |
| 8    | Tora Berger           | Noruega     | 2010–2014 | 2   | 1     | 1      | 4     |
| 11   | Magdalena Neuner      | Alemania    | 2010      | 2   | 1     | 0      | 3     |
| 12   | Myriam Bédard         | Canadá      | 1992–1994 | 2   | 0     | 1      | 3     |
| 12   | Anfisa Reztsova       | Rusia       | 1992–1994 | 2   | 0     | 1      | 3     |
| 12   | Olga Medvedtseva      | Rusia       | 2002–2010 | 2   | 0     | 1      | 3     |
| 12   | Svetlana Ishmuratova  | Rusia       | 2002–2006 | 2   | 0     | 1      | 3     |
| 12   | Laura Dahlmeier       | Alemania    | 2014–2018 | 2   | 0     | 1      | 3     |
| 12   | Hanna Öberg           | Suecia      | 2018–2022 | 2   | 0     | 1      | 3     |